# کوکی تسوکاگاوا
کوکی تسوکاگاوا (انگلیسی: Koki Tsukagawa؛ زادهٔ ۱۶ ژوئیهٔ ۱۹۹۴) بازیکن فوتبال اهل ژاپن است.
از باشگاه‌هایی که در آن بازی کرده‌است می‌توان به باشگاه فوتبال ماتسوموتو یاماگا اشاره کرد.